# 朱莲芬
朱莲芬，BBS，JP（1943年9月—），女，汉族，广东梅州人，中华人民共和国企业家、政治人物，香港东汇证券有限公司董事长、香港作家协会会长，第十一届全国政协委员。煩

## 生平
2008年，当选第十一届全国政协委员，代表特邀香港人士，分入第五十三组。并担任文史和学习委员会专委。

## 家庭
丈夫是香港地產商吳多泰。